# Fontaine-lès-Vervins
Fontaine-lès-Vervins ist eine französische Gemeinde mit 866 Einwohnern (Stand 1. Januar 2022) im Département Aisne in der Region Hauts-de-France. Sie gehört zum Arrondissement Vervins, zum Kanton Vervins und zum Gemeindeverband Thiérache du Centre.

## Geographie
Die Gemeinde Fontaine-lès-Vervins liegt im Zentrum der Landschaft Thiérache, zwei Kilometer nördlich von Vervins. Durch die Gemeinde verläuft die Route nationale 2, die Paris mit Belgien verbindet. Nachbargemeinden von Fontaine-lès-Vervins sind Étréaupont im Norden, La Bouteille im Nordosten, Vervins im Osten und Südosten, Gercy im Süden, Voulpaix im Südwesten sowie Laigny im Nordwesten.

## Bevölkerungsentwicklung
| Jahr                       | 1962 | 1968 | 1975 | 1982 | 1990 | 1999 | 2006 | 2014 | 2021 |
| -------------------------- | ---- | ---- | ---- | ---- | ---- | ---- | ---- | ---- | ---- |
| Einwohner                  | 720  | 763  | 753  | 822  | 838  | 811  | 932  | 938  | 876  |
| Quellen: Cassini und INSEE |      |      |      |      |      |      |      |      |      |

## Sehenswürdigkeiten
- Wehrkirche Saint-Martin, Monument historique seit 1927[1]
- drei Lavoirs

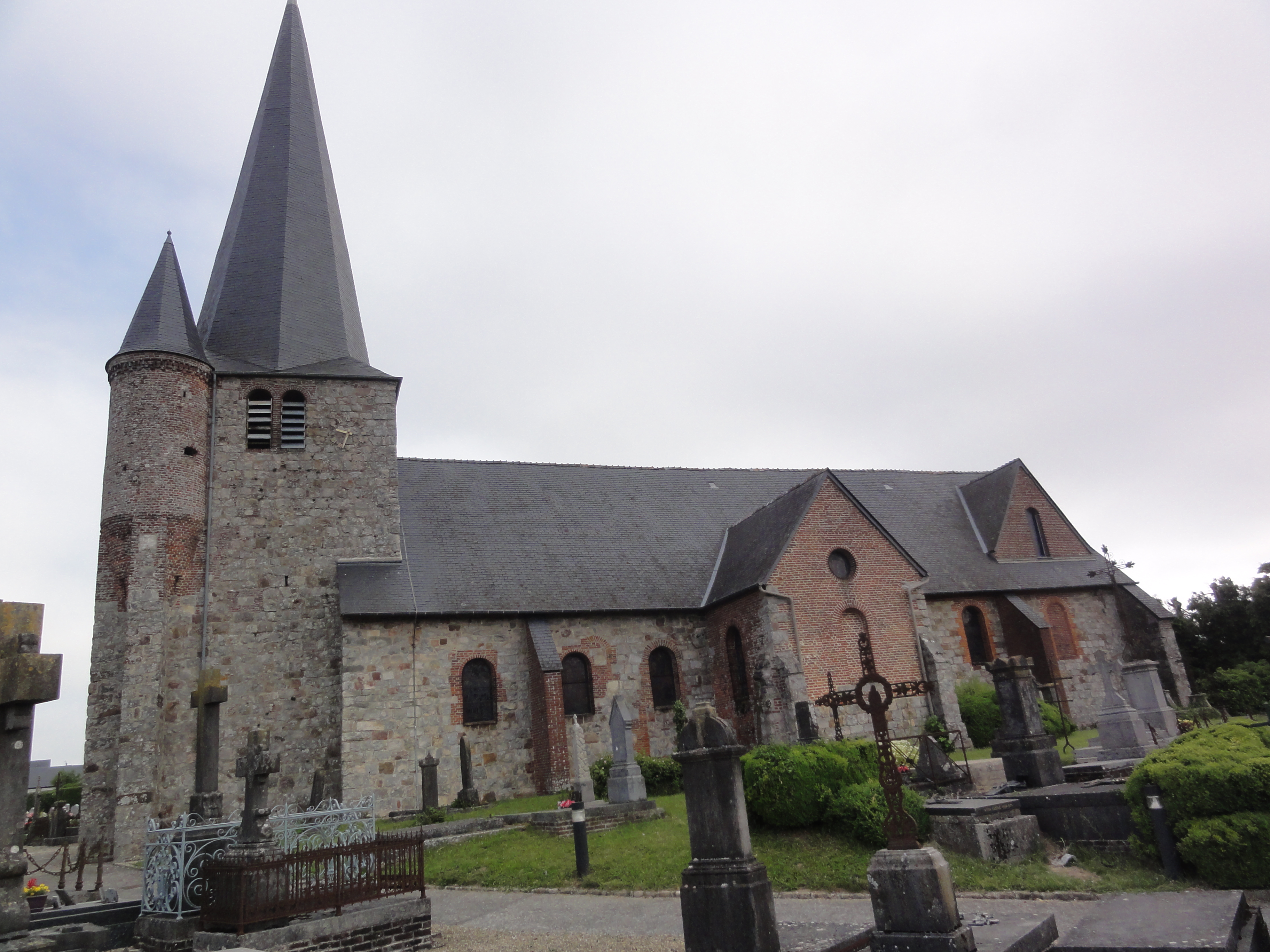
Kirche Saint-Martin
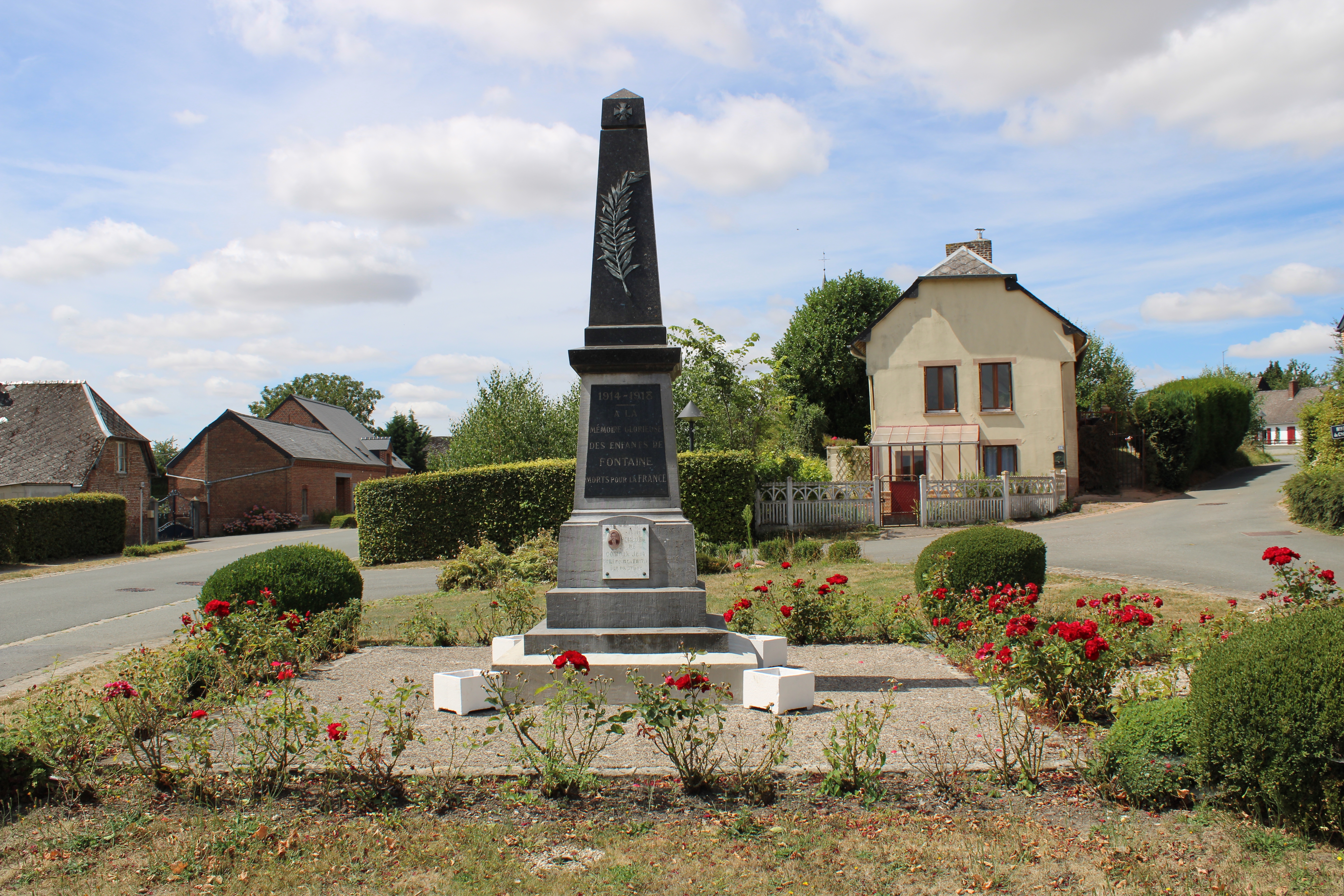
Gefallenendenkmal